# Бібиков Василь Петрович
Васи́ль Петро́вич Бі́биков (19 серпня 1913, місто Київ — 13 грудня 1987, місто Київ) — український радянський діяч. Заслужений будівельник Української РСР. 

## Біографія
Народився в родині юриста. Трудову діяльність розпочав судновим розмітником заводу «Ленінська кузня» в Києві.
У 1939 році закінчив Київський гідромеліоративний інститут, за фахом — інженер.
У 1939 році — інженер тресту «Південспецпроєкт».
З вересня 1939 по грудень 1945 року — в Червоній армії, учасник німецько-радянської війни. З вересня 1941 року служив ад'ютантом 132-го окремого автотранспортного батальйону, з вересня 1942 року — начальником штабу 132-го окремого автотранспортного батальйону 32-го району авіаційного базування 8-ї повітряної армії Південного фронту. На 1945 рік — начальник штабу 460-го окремого батальйону аеродромного обслуговування 17-ї повітряної армії. 
Член ВКП(б) з 1943 року.
З 1946 року — на інженерних посадах у Міністерстві житлово-цивільного будівництва Української РСР.
У 1949—1951 роках — інструктор ЦК КП(б)У.
У 1951—1954 роках — завідувач сектору відділ будівництва і будівельних матеріалів ЦК КП(б)У.
У лютому 1954 — після 1967 року — заступник завідувача відділу будівництва і міського господарства ЦК КПУ.
Потім — персональний пенсіонер союзного значення в Києві. Після виходу на пенсію далі працював у Держбуді УРСР.
Помер 13 грудня 1987 року в Києві. Похований на Байковому кладовищі. 

## Звання
- старший лейтенант адміністративної служби
- капітан адміністративної служби
- майор адміністративної служби
- підполковник

## Нагороди
- два ордени Вітчизняної війни ІІ ст. (12.05.1945, 6.04.1985)
- три ордени Трудового Червоного Прапора
- орден Червоної Зірки (14.05.1943)
- орден Дружби народів
- орден «Знак Пошани»
- медаль «За оборону Сталінграда» (1943)
- медаль «За перемогу над Німеччиною у Великій Вітчизняній війні 1941—1945 рр.» (1945)
- медалі
- значок «Відмінник РСЧА» (1941)
- Почесна грамота Президії Верховної Ради Української РСР
- Заслужений будівельник Української РСР